# Parlamentní volby v Bulharsku 1902
Parlamentní volby v Bulharsku se konaly 17. února 1902. Vyhrála Progresivní liberální strana. Volební účast dosáhla 49,8 %.

## Volební výsledky
| Strana                                          | Počet hlasů | %     | Mandáty | +/-  |
| ----------------------------------------------- | ----------- | ----- | ------- | ---- |
| Progresivní liberální strana                    | 121 737     | 30,1  | 89      | + 49 |
| Lidová strana                                   | 82 010      | 20,3  | 28      | - 1  |
| Lidová liberální strana                         | 45 810      | 11,3  | 8       | - 16 |
| Liberální strana (Radoslavistská)               | 28 260      | 7,0   | 7       | + 2  |
| Bulharský agrární národní svaz                  | 24 710      | 6,1   | 12      | 0    |
| Demokratická strana                             | 23 710      | 5,9   | 7       | - 20 |
| Bulharská sociálně demokratická dělnická strana | 19 250      | 4,8   | 7       | +5   |
| Radikální demokratická strana                   |             |       | 6       | + 6  |
| Konzervativci                                   |             |       | 2       | 0    |
| Ostatní strany                                  |             |       | 8       | + 4  |
| Nestraníci                                      | 59 010      | 14,6  | 15      | - 4  |
| Neplatné hlasy                                  | 0           | -     | -       | -    |
| celkem                                          | 404 497     | 100,0 | 189     | + 25 |

- Volební hlasy jsou přibližné odhady